# Emilio Gutiérrez Díaz
Emilio Gutiérrez Díaz (L'Havana, 1898 - Hondarribia, 20 de juny de 1965) fou un enginyer industrial i arquitecte català i cap dels Bombers de Barcelona (1926 - 1931).

## Biografia
Va néixer a Cuba, de pares santanderins que van tornar a España. Va estudiar en un col·legi religiós de Limpias i anà a Madrid a fer els estudis d'enginyeria industrial, carrera que va acabar a Barcelona. Ja casat i amb 3 fills, es titulà en arquitectura el 1925 i fou arquitecte municipal del Prat de Llobregat, on construí diversos edificis. Ingressà al Cos de Bombers de Barcelona el 1917, on el 1926 fou nomenat cap director del Servei, en substitució d'Andreu Audet i Puig, que havia estat destituït el 1924, juntament amb el cap de personal, Josep Maria Jordan i Poyatos, i altres caps, en instaurar-se la dictadura de Primo de Rivera.
Amb motiu de l'Exposició Universal de 1929 projectà l'edifici del parc de bombers del Poble Sec, el primer de la ciutat construït ex-profeso per a aquest ús. També projectà l'edifici de la caserna de bombers de l'Eixample, el 1932, que va substituir al del parc de la Ciutadella.
Amb la declaració de la Segona República Espanyola, el 1931, fou destituït, acusat d'haver fet retirar una senyera del monument a Rafael de Casanovas i ordenar fer-la servir per a netejar motors.

## Obra
- Caserna de bombers del Poble Sec, al carrer de Lleida, 30, de Barcelona (1929).[5]
- Casa Sibila, al carrer de Santiago Rusiñol, 8, del Prat de Llobregat (1930).[6]
- Teatre Modern, a la plaça de la Vila, 5-6, del Prat de Llobregat (1930).[7]
- Casa Josep Molas, al carrer Frederic Soler, 1, del Prat de Llobregat (1931),[8]
- Caserna de bombers de l'Eixample, al carrer de Provença de Barcelona (1932).[2]
- Casa Lamadrid, al carrer Muntaner, 240, de Barcelona (1935).[9]